# Raúl Medeiros
Raúl Carlos Medeiros Méndez (Santa Cruz de la Sierra, 2 de febrero de 1975) es un exfutbolista y entrenador boliviano. Se desempeñaba como centrocampista.

## Selección nacional
Debutó con la selección boliviana el 18 de junio de 1995, en un partido amistoso de contra Venezuela. Ese mismo año fue incluido en la convocatoria para la Copa América 1995. Sin embargo, no llegó a jugar el torneo.

## Clubes

### Como jugador
| Club                    | País    | Año  |
| ----------------------- | ------- | ---- |
| Florida                 | Bolivia | 1993 |
| Blooming                | Bolivia | 1995 |
| Destroyers              | Bolivia | 1996 |
| San José                | Bolivia | 1997 |
| Oriente Petrolero       | Bolivia | 1998 |
| Guabirá                 | Bolivia | 1999 |
| Jorge Wilstermann       | Bolivia | 2000 |
| Independiente Petrolero | Bolivia | 2001 |
| Oriente Petrolero       | Bolivia | 2004 |
| Destroyers              | Bolivia | 2007 |

### Como entrenador
| Club                       | País    | Año       |
| -------------------------- | ------- | --------- |
| Academia Tahuichi Aguilera | Bolivia | 2009-2019 |
| Florida                    | Bolivia | 2017      |
| Calleja                    | Bolivia | 2019      |